# Fujiwara no Akizane
Fujiwara no Akizane (藤原顕実, [[[1049]] – 1110] Erro: {{japonês}}: texto da transliteração contém caractere não latino (pos 19) (ajuda)) membro da Corte durante o Período Heian da História do Japão

## Vida
Este membro do Ramo Ononomiya do Clã Fujiwara foi o filho mais velho de Sukenaka .
.

## Carreira
Serviu os seguintes imperadores : Imperador Go-Reizei (1045-1068); Imperador Go-Sanjo (1068-1072); Imperador Shirakawa (1073-1086); Imperador Horikawa (1087-1107); Imperador Toba (1107-1110)  .
Sukenaka ingressou na corte  em 1061 , em 1063 se tornou Mikawa gonmori (三河権守, governador substituto da província de Mikawa) no governo do Imperador Go-Sanjo, em 1070  foi transferido para o Hyōbu-shō (兵部省, Ministério da Guerra), em 1071 passa a servir no  Hyoefu (兵衛府, Quartel General da Guarda dos Portões do Palácio)) e em 1075 já no governo do Imperador Shirakawa é transferido para o Konoefu (近衛府, Quartel da Guarda Palaciana). Neste mesmo ano é nomeado Bizen Kenkai (備前権介, governador da província de Bizen) e em 1080  Mimasaka Kenkai (美作権守, governador da província de Mimasaka), a partir de 1085 passa a ocupar cumulativamente o cargo de Governador provisório da província de Bizen .
Em 1095 no governo do Imperador Horikawa é nomeado Bingo kaini (備後介に, interventor na província de Bingo) e em 1106 foi promovido a Sangi .
Akizane veio a falecer em 1110 aos 61 anos de idade, deixando seu filho mais velho Fujiwara Sukenobu (1082 - 1158) como seu herdeiro  
| Precedido por Fujiwara no Sukenaka | -- 6º Líder dos Ononomiya Fujiwara 1084 - 1110 | Sucedido por Fujiwara no Sukenobu |